# دوري آزادغان 1991–92
دوري آزادغان 1991–92 هو موسم من دوري آزادغان. أشرف على تنظيمه اتحاد إيران لكرة القدم، وفاز فيه نادي باس طهران.